# Maarten & Dorothee
Maarten & Dorothee is een ochtendprogramma van het Belgische radiostation Qmusic, gepresenteerd door Maarten Vancoillie en Dorothee Dauwe. Het programma wordt elke dag uitgezonden tussen 6 en 9 's ochtends en wordt opgevolgd door Het Foute Uur dat ook door het duo wordt gepresenteerd. Van 2016 tot 2020 presenteerden Vancoillie en Dauwe hetzelfde programma in de namiddag tussen 16 en 19 uur.

## Geschiedenis

### Ornelis & Vancoillie (2014 - 2015)
Sinds 2012 vormen Vancoillie en Dauwe een vast duo. In de schoolvakanties vervingen zij tijdens het ochtendblok. In 2014 werd Vancoillie co-presentator van Sven Ornelis in de ochtendshow van Qmusic toen Kürt Rogiers een eigen programma kreeg. Dauwe werd toen vaste nieuwslezer van het programma.

### Dauwe & Vancoillie (2015 - 2016)
Na het afscheid van Sven Ornelis in de ochtend, werd het programma herdoopt naar Dauwe & Vancoillie. Vanaf 2016 wisselden zij echter van plaats met Sam De Bruyn en Heidi Van Tielen die op dat moment de avondspits presenteerden.

### Maarten & Dorothee (2016 - heden)
Onder de naam Maarten & Dorothee presenteerden zij vanaf 2016 de avondspits tussen 16 en 19 uur. Elke vrijdag tussen 18 en 19 uur werd het programma hernoemd naar Het Foute Uur. Van 2016 tot 2018 presenteerde het duo ook De Foute 128, een hitlijst met enkel foute muziek. Toen die lijst in 2019 werd uitgebreid naar De Foute 528 (en later De Foute 728) presenteren zij de finaledag op vrijdag, naast hun vast blok binnen de lijst.
Sinds 31 augustus 2020 zijn de twee opnieuw naar het ochtendblok van Qmusic verschoven. Van 06.00 tot 09.00 uur presenteren ze de ochtendshow, gevolgd door Het Foute Uur tot 10.00 uur.

## Het Foute Uur
Tussen 9 en 10 presenteren Vancoillie en Dauwe ook Het Foute Uur, een uur met muziek die als fout wordt beschouwd. Deze muziek staat ook centraal tijdens De Foute 728 (tot 2018 De Foute 128, in 2019 en 2020 De Foute 528, sinds 2021 De Foute 728), een hitlijst die dient als afsluiter van het radioseizoen. De finaledag wordt ook integraal door Vancoillie en Dauwe gepresenteerd. 
Om half tien speelt een luisteraar mee met de quiz Verdubbel Je Loon. Daarin proberen luisteraars op 60 seconden tijd tien vragen juist te beantwoorden om zo een bedrag te winnen dat gelijk is aan hun netto maandloon.
Naar aanleiding van De Foute 728 brengen Vancoillie en Dauwe ook een remix uit onder hun alter ego's Dorothee Vegas & Like Maarten. Zo remixten ze o.a. Viva De Romeo's (De Romeo's), Laat Het Gras Maar Groeien (Sam Gooris), Allemaal (Wim Soutaer), Enamorada (Belle Pérez) en Zeil Je Voor Het Eerst (Bart Kaëll). In 2021 maakten ze naar aanleiding van het Europees kampioenschap Voetbal een remix van Allez Allez, een voetbal-gerelateerd nummer van Sergio.

## Kastaar
In 2023 won Maarten & Dorothee de Kastaar voor Beste Radioprogramma in Vlaanderen.